# 復讐の叫び
『復讐の叫び』（ふくしゅうのさけび、原題：Screaming for Vengeance ）は、ジューダス・プリーストが1982年に発表したアルバム。スタジオ・アルバムとしては8作目で、本国イギリスのみならずアメリカでも大ヒットを記録した。

## 解説
レコーディングは主にイビサ島で行われ、その後マイアミでミックス・ダウンの作業が行われた。ジャケットに描かれた機械鳥ヘリオン（Hellion）は、バンド側のコンセプトに基づきダグ・ジョンソンが描いたもので、アルバムの冒頭を飾るインストゥルメンタルも同じ曲名となった。「ヘリオン」と「エレクトリック・アイ」はメドレーとして収録され、この2曲はライヴでも続けて演奏されており、また女子プロレスラーのアジャ・コングが入場テーマ曲として使用している。「エレクトリック・アイ」は、2006年にはゲームソフト『グランド・セフト・オート・バイスシティ・ストーリーズ』でも使用された。
「ユーヴ・ゴット・アナザー・シング・カミング」は、テレビの音楽チャンネル「VH1」において「40 Greatest Metal Songs」の第5位にランク・インしている。
本国イギリスのアルバム・チャートでは11位に達し、シングル「ユーヴ・ゴット・アナザー・シング・カミング」は66位に達した。アメリカでは、ジューダス・プリーストにとって初となるBillboard 200でのトップ20入りを果たし（最高17位）、シングル「ユーヴ・ゴット・アナザー・シング・カミング」もBillboard Hot 100でチャート・インを果たし、最高67位に達した。
2001年以降に発売されているデジタルリマスター盤に収録された「プリズナー・オブ・ユア・アイズ」はハルフォードのライブアルバム『ライブ・インサレクション』でセルフリメイクされた物が収録されている。
2008年4月、ゲームソフト『ロックバンド』で本作収録曲10曲のダウンロード販売が開始された。楽曲単位の購入とアルバム全体の一括購入の両方が可能な形となり、同シリーズでアルバム1枚が丸ごとダウンロード可能となったのは、本作が初である。

## 収録曲
特記なき楽曲はロブ・ハルフォード、K. K. ダウニング、グレン・ティプトンの共作。
1. ヘリオン - The Hellion - 0:42
2. エレクトリック・アイ - Electric Eye - 3:38
3. 嵐の出撃 - Riding on the Wind - 3:09
4. ブラッドストーン - Bloodstone - 3:50
5. 運命の鎖 - (Take These) Chains (Bob Halligan, Jr.) - 3:04
6. ペイン・アンド・プレジャー - Pain and Pleasure - 4:13
7. 復讐の叫び - Screaming for Vengeance - 4:43
8. ユーヴ・ゴット・アナザー・シング・カミング - You've Got Another Thing Comin' - 5:09
9. フィーヴァー - Fever - 5:20
10. デヴィルズ・チャイルド - Devil's Child - 4:46
下記2曲は2001年リマスターCDのボーナス・トラック。
11. プリズナー・オブ・ユア・アイズ - Prisoner of Your Eyes - 7:10
12. デヴィルズ・チャイルド (ライヴ) - Devil's Child (live) – 5:02

## カヴァー
- 「ヘリオン/エレクトリック・アイ」は、ハロウィンのシングル「The Time of the Oath」（1996年）のカップリング曲としてカヴァーされた。またアズ・アイ・レイ・ダイングのアルバム「Decas」(2011年)でもカヴァーされている。
- 「ブラッドストーン」は、ストラトヴァリウスがジューダス・プリーストのトリビュート・アルバム『トリビュート・トゥ・ジューダス・プリースト〜レジェンド・オブ・メタルVOL.2』（1996年）で取り上げ、後にコンピレーション・アルバム『インターミッション』（2001年）にも収録された。
- 「復讐の叫び」は、アイスド・アースのカヴァー・アルバム『Tribute to the Gods』（2002年）で取り上げられた。セパルトゥラも『ダンテXXI』（2006年）の日本盤ボーナス・トラックとして同曲をカヴァーしている。
- 「ユーヴ・ゴット・アナザー・シング・カミング」は、サクソンがジューダス・プリーストのトリビュート・アルバム『トリビュート・トゥ・ジューダス・プリースト〜レジェンド・オブ・メタルVOL.1』（1996年）で取り上げた。パット・ブーンもカヴァー・アルバム『In a Metal Mood: No More Mr. Nice Guy』（1997年）で同曲を取り上げている。

## 参加ミュージシャン
- ロブ・ハルフォード：ボーカル
- K. K. ダウニング：リードギター
- グレン・ティプトン：リードギター
- イアン・ヒル：ベース
- デイヴ・ホーランド：ドラムス